# Кхуа Хё
Кхуа Хё (англ. Khoua Her) — американская массовая убийца тайского происхождения.
Проживала в Миннесоте. 3 сентября 1998 года она позвонила в 911 и на ломаном английском сообщила, что убила своих шестерых детей. Убийце было 24 года, возраст детей — от 5 до 11. Очевидно, мотивом преступления стала депрессия. Полиция обнаружила в доме тела шестерых задушенных детей и саму Хё, пытающуюся совершить самоубийство — повеситься на электрошнуре. В течение двух лет, предшествующих трагедии, полиция как минимум 15 раз наведывалась в дом Хё, а её муж, который проживал раздельно, сообщил, что она в порыве гнева наставляла на него оружие. Тем не менее социальные службы не забрали детей у матери. 8 января 1999 года Кхуа Хё была признана виновной в убийстве и приговорена к 50 годам тюремного заключения.